# Jam & Spoon
Jam & Spoon var en musikgrupp inom genren elektronisk dansmusik från Frankfurt, Tyskland.
Gruppen bestod av kompositören och producenten Rolf Ellmer (aka Jam El Mar) och Markus Löffel (en DJ med scennamnet: Mark Spoon). Löffel avled i en hjärtattack den 15 juli 2006.